# 聯合航空826號班機事故
聯合航空826號班機（UA826，UAL826）是由日本成田國際機場飛往美國夏威夷檀香山國際機場的跨太平洋定期航班。1997年12月28日，該班機由一架編號為N4723U的波音747-122執行，飛行中遇到晴空湍流，致使機上392人中的103人受傷，一人更因傷勢過重不幸身亡。飛機也因此折返成田機場。

## 事故經過
東京時間1997年12月28日21時05分，編號為N4723U的波音747-100執行UA826號班機從成田機場起飛，預定飛往檀香山國際機場，搭乘此航班的多數為計劃前往夏威夷度過新年假期的日本人。起飛後約1小時40分鐘，飛機遭遇較小的氣流，機長開啟安全帶指示燈以預警。2分鐘後，飛機在9,400米（31,000英尺）高度遭遇湍流，之後急速下墜30米，乘務員與一些乘客被拋向客艙頂部。當時機上乘客大多已用餐完畢，因此被拋向機頂的也有飲料罐和食物。由於飛機結構並無明顯損壞，機長決定返航至成田機場，兩名乘坐該班機的醫生也連同空乘人員對乘客展開救援工作。
飛機於東京時間12月29日凌晨2時20分降落在成田機場，當時機上至少有74人被送往醫院。其後，一名32歲的日本女子因頭部重傷而宣告不治。

## 事後
肇事的N4723U於1971年12月17日生產，是波音公司製造的第175架747，由於事發時機齡已高達26年，再加上在事故中嚴重受損，聯合航空於事故發生后提前半年將該機除役。
事後，聯合航空一度將UA826這一航班號改用於關島飛往成田的航班，由波音777-200執行，但現時該航班號已停用。現時聯合航空由成田飛往檀香山的航班號為UA880，機型為波音777-200。值得一提的是，1960年12月16日發生的1960年紐約撞機事件中的一架飛機由芝加哥飛往紐約，該班機編號當時亦是UA826。

## 外部連結
- CNN - NTSB examines data recorder from turbulent United flight （页面存档备份，存于）